# Трипръсти ленивци
Трипръсти ленивци (Bradypus) е единственият род в семейство Bradypodidae. Включва 4 вида средноголеми бозайници, разпространени в Южна и Централна Америка. Макар че са подобни на малко по-едрите и по-пъргави двупръсти ленивци (Megalonychidae), трипръстите ленивци не са особено близки родственици с тях.
Известни със своята мудност, трипръстите ленивци се придвижват с максимална скорост 0,24 km/h. Водят почти напълно дървесен начин на живот в храсти или ниски дървета. Дългата им сивокафява козина често изглежда зеленикава, поради живеещите в нея алги. Зеленикавата козина и бавното придвижване помагат на ленивците да се слеят с околната растителност, а с дългите си извити нокти се закрепват здраво за клоните на дърветата.

## Видове
- Bradypus pygmaeus – Трипръст ленивец джудже
- Bradypus torquatus – Гривест трипръст ленивец
- Bradypus tridactylus – Трипръст ленивец
- Bradypus variegatus – Кафявогърл трипръст ленивец